# Gemüse ist Krieg
Gemüse ist Krieg is het tweede album van Ragnar Grímsson. Het is een conceptalbum over groente en is volledig in het Duits.

## Tracklist
1. Gemüse macht Spaß
2. Gurke oder Essiggurke?
3. Ein Radieschen aus das Paradieschen
4. Rhabarber über alles
5. Gemüse ist Krieg
6. Ich mag kein Broccoli
7. Blumenkohl der Liebe
8. Ganz laut mit Sauerkraut
9. Kartoffeln sind die tollste Knollen
10. Aubergine Walz
11. Schweinefleisch, Weihrauch und ein Kanarienvogel für der Gemüsehändler mit Kopfschmerzen
12. Olivenöl ist Mord
13. Spinat Abschied